# Ratchet & Clank: Nexus
Ratchet & Clank: Nexus (título original: Ratchet & Clank: Into the Nexus) es un videojuego de plataformas y aventura de acción desarrollado por Insomniac Games para la consola PlayStation 3. Fue puesto a la venta el 12 de noviembre de 2013 en América del Norte, el 15 de noviembre de 2013 en Europa, y el 12 de diciembre de 2013 en Japón. El videojuego sirve como epílogo al anterior, Ratchet & Clank: Atrapados en el tiempo. También existe una versión para Android llamada Ratchet & Clank: Before the Nexus.

## Sistema de juego
El modo de juego es igual que los otros juegos de la serie, más el añadido de una nueva habilidad para manipular la gravedad. El juego cuenta con nuevas armas y artilugios, así como algunos ya habituales, como la granada de fusión y el T.A.U.N. El juego presenta nuevas armas, como el Invernator, que crea un tornado que congela a los enemigos y los convierte en muñecos de nieve, la Omniblaster, un arma de corto alcance rápido, y la Caja de pesadillas, un dispositivo que asusta a los enemigos, por lo general mostrando muñecos con forma de payasos, un ojo gigante o un pirata, que permite a Ratchet eliminarlos mientras están paralizados por el miedo. Los puntos de habilidad, trucos y guitones dorados también regresan. Clank también puede llegar a ser controlado, y participa en unas secciones 2D a modo de rompecabezas, donde Clank debe navegar por un laberinto lleno de trampas y enemigos mientras que un enemigo lo persigue. El objetivo principal es atraer al enemigo para que llegue al otro lado de la grieta a través de la dimensión de Ratchet. La gravedad es una característica vital en este juego, ya que se utiliza para viajar a lugares de difícil acceso. Personajes como Zephyr, Cronk y Talwyn vuelven a aparecer, sin olvidar el súper héroe poco admirado Capitán Qwark y el fontanero. Se suceden varios guiños y cameos a otras entregas de la serie en forma de personajes o conversaciones. El Raritanio se utiliza para mejorar las armas. El juego tiene tres niveles de dificultad: Cadete, héroe y leyenda. El modo "Desafío" también está disponible una vez completado el juego.
- Datos: Q13759410